# Marca de tiempo (mecánica)
Una marca de tiempo o marca de regulación es un indicador utilizado para establecer el tiempo del sistema de ignición de un motor, encontrándose a menudo en la polea del cigüeñal o en el volante, siendo el radio rotante más largo a la velocidad del cigüeñal y donde las marcas estarán más alejadas, en intervalos de un grado.
En los motores más antiguos, es común establecerlo usando una luz de regulación que destella al mismo tiempo con el sistema de ignición (y por lo tanto, la rotación del motor), de tal forma que al brillar sobre las marcas las haga parecer estáticas debido al efecto estroboscópico. La regulación de ignición puede ser entonces ajustada para dispararse en el punto correcto en la rotación del motor, a menudo pocos grados antes del punto muerto superior del pistón y avanzando con el incremento en la velocidad del motor. El tiempo puede ser ajustado al aflojar y rotar ligeramente el distribuidor en su lugar.
Los motores modernos utilizan seguido un sensor de biela conectado directamente al sistema de gestión del motor.
- Datos: Q5995422